# Gustavo Henrique
Gustavo Henrique Vernes (São Paulo, 24 maart 1993) is een Braziliaans voetballer die doorgaans speelt als centraal verdediger. In januari 2024 verruilde hij Real Valladolid voor Corinthians.

## Clubcarrière
Van 2010 tot 2013 doorliep Henrique de jeugdopleiding van Santos. Op 17 juni 2012 mocht de verdediger zijn professionele debuut maken voor het eerste elftal. Tijdens een met 1–0 verloren duel op bezoek bij Flamengo speelde hij de gehele wedstrijd mee bij Santos. Zijn eerste doelpunt in de competitie voor de club volgde op 27 oktober 2013, toen er met 1–1 gelijkgespeeld werd op bezoek bij Corinthians. Een tijdje daarna, om precies te zijn op 10 november, herhaalde Henrique dat kunstje; tijdens het 2–2 gelijke spel op bezoek bij Vasco da Gama wist de verdediger te scoren. In januari 2020 maakte Henrique transfervrij de overstap naar Flamengo, waar hij zijn handtekening zette onder een verbintenis voor de duur van vier seizoenen. In de zomer van 2022 nam Fenerbahçe de centrumverdediger op huurbasis over, met een optie tot koop. Deze optie werd gelicht, waardoor Henrique aan het einde van het seizoen 2022/23 voor circa anderhalf miljoen euro naar Turkije verkaste. Nog voor hij een wedstrijd gespeeld had voor Fenerbahçe sinds zijn definitieve komst werd hij doorverkocht aan Real Valladolid, waar hij voor drie jaar tekende. Na een half seizoen in Spanje keerde Henrique terug naar Brazilië, waar hij voor twee seizoenen bij Corinthians tekende.

## Erelijst
| Competitie          |        |                  |        |        |
| Competitie          | Aantal | Jaren            |        |        |
| Santos              | Santos | Santos           | Santos | Santos |
| ------------------- | ------ | ---------------- | ------ | ------ |
| Campeonato Paulista | 3      | 2012, 2015, 2016 |        |        |
| Recopa Sudamericana | 1      | 2012             |        |        |
| Flamengo            |        |                  |        |        |
| Série A             | 1      | 2020             |        |        |
| Supercopa do Brasil | 2      | 2020, 2021       |        |        |
| Campeonato Carioca  | 2      | 2020, 2021       |        |        |
| Recopa Sudamericana | 1      | 2020             |        |        |